# Eurypanopeus turgidus
Eurypanopeus turgidus är en kräftdjursart som först beskrevs av M. J. Rathbun 1930.  Eurypanopeus turgidus ingår i släktet Eurypanopeus och familjen Panopeidae. Inga underarter finns listade i Catalogue of Life.